# Нижнее Абдулово
Нижнее Абдулово — село в Альметьевском районе Татарстана, центр Нижнеабдулловского сельского поселения.
Расположено в 55 км на запад от Альметьевска на левом берегу реки Шешма.

## Население
Население на 2015 год составляет 815 человек в основном татары, на 2021 год в Нижнем Абдулово десять улиц и квартал 240001.

## История
В «Списке населённых мест по сведениям 1870 года», изданном в 1877 году, населённый пункт упомянут как деревня Нижняя Абдулова (Степановка) 3-го стана Мензелинского уезда Уфимской губернии. Располагалась при реке Шешме, по правую сторону коммерческого тракта из Бугульмы в Мамадыш, в 148 верстах от уездного города Мензелинска и в 60 верстах от становой квартиры в селе Заинск (Пригород). В деревне, в 215 дворах жили 1402 человека (750 мужчин и 652 женщины, татары), были 3 мечети, 3 училища, 3 конных мельницы. Жители занимались земледелием, скотоводством, пчеловодством, портняжничеством.
По сведениям переписи 1897 года, в деревне Нижняя Абдулова (Елхова) Мензелинского уезда Уфимской губернии проживали 1899 человек (957 мужчин, 942 женщины), все мусульмане.
В годы Великой Отечественной войны на фронт ушло 277 человек, в том числе 158 погибли.